# Перлата на Нил
„Перлата на Нил“ (на английски: The Jewel of the Nile) е американски екшън-приключенска романтична комедия от 1985 г. на режисьора Люис Тийг и е продуциран от Майкъл Дъглас, който също изиграва главната роля с Катлийн Търнър и Дани Де Вито. Той е продължение на екшън-приключенската романтична комедия „Романс за камъка“ от 1984 г.